# Isla del Pescado
La isla del Pescado está situada en la parte sur del Salar de Uyuni, departamento de Potosí, en Bolivia. 
Completamente desierta y de orografía escarpada, al igual que en todas las demás islas del salar en ella se encuentra gran cantidad de cactus gigantes (Echinopsis atacamensis) que pueden llegar a medir más de 10 metros de altura. 
Con frecuencia se atribuye, erróneamente, el nombre de isla del Pescado a la vecina isla Incahuasi, lugar de paso habitual para todos los turistas que visitan el salar de Uyuni, que se encuentra a 22 kilómetros al sureste.
La isla del Pescado recibe ese nombre de los pobladores de la zona, indígenas de etnia aimara, debido a su perfil semi elipsoidal al ser vista desde el este o el oeste, que al reflejarse en el salar cuando éste se encuentra inundado, generalmente en enero y febrero, forma la silueta aproximada de un pez. No existe por el momento en la isla del Pescado ninguna infraestructura de acogida a los turistas, lo cual contribuye a la tranquilidad de las viscachas y de los cactus y hace que los pocos visitantes se vayan sin dejar beneficio económico a la economía local.